# ピョートル1世 (ロシア皇帝)
ピョートル1世（ロシア語: Пётр I Алексеевич, ラテン文字転写: Pyotr I Alekseevich, 1672年6月9日（ユリウス暦5月30日） - 1725年2月8日（ユリウス暦1月28日））は、モスクワ・ロシアのツァーリ（在位：1682年 - 1725年）、初代ロシア皇帝（インペラートル / 在位：1721年 - 1725年）。大北方戦争での勝利により、ピョートル大帝（ピョートル・ヴェリーキイ / Пётр Вели́кий）と称される。ツァーリであったアレクセイ・ミハイロヴィチの六男で、母はナタリヤ・ナルイシキナ。
ロシアをヨーロッパ列強の一員に押し上げると、スウェーデンからバルト海海域世界の覇権を奪取してバルト海交易ルートを確保。また黒海海域をロシアの影響下に置くことを目標とした。これらを達成するために治世の半ばを大北方戦争に費やし、戦争遂行を容易にするため行政改革、海軍創設を断行。さらに貴族に国家奉仕の義務を負わせ、正教会を国家の管理下に据え、帝国における全勢力を皇帝の下に一元化した。また歴代ツァーリが進めてきた西欧化改革を強力に推進し、外国人を多く起用して国家体制の効率化に努めた。
1721年11月2日には大北方戦争の勝利を記念し、元老院にインペラートルの称号を贈らせ、国家名称をロシア帝国に昇格させた。ロシアを東方の辺境国家から脱皮させたその功績は大きく、「ロシア史はすべてピョートルの改革に帰着し、そしてここから流れ出す」とも評される。
なお、ピョートルの存命時のロシアはグレゴリオ暦を採用しておらず、文中の日付はユリウス暦である。

## 生涯

### 出生から即位、実権掌握

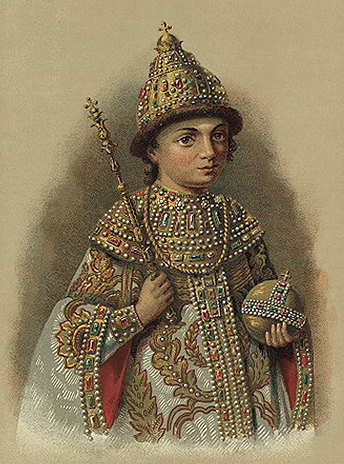
少年期のピョートル

ピョートルは1672年5月30日にツァーリのアレクセイ・ミハイロヴィチと2番目の后妃ナタリヤ・ナルイシキナの子として生まれた。ピョートル出生時に存命している兄弟としては、フョードル3世とイヴァン5世の異母兄2人および異母姉5人がおり、姉の一人に14歳上のソフィアがいた。
1676年に父アレクセイが死去すると異母兄フョードル3世が即位したが、在位6年目の1682年4月27日に死去した。精神障害のある異母兄イヴァンはその外戚であるミロスラフスキー家と姉ソフィアに擁されていたが、ピョートルは総主教とストレリツィの支持を受けて即位し、母方ナルイシキン家の政権が成立する。
しかし、即位後まもなくミロスラフスキー家に扇動されたストレリツィの蜂起が起き、彼らはクレムリンに乱入して、ナルイシキン家の有力者を殺害した。ミロスラフスキー派はこれに乗じてイヴァン5世をツァーリとし、ピョートルはその共同統治者に格下げされた。イヴァンの同母姉ソフィアが、テレム宮から出て幼い2人の弟の摂政として実権を握った。
ピョートルは母とともにモスクワ郊外のプレオブラジェンスコエに移り、儀式の際のみクレムリンを訪れた。ピョートルの教育係は後に側近となるニキータ・ゾートフが務めた。少年時代のピョートルは近くの外国人居留地に頻繁に出入りし、多くの外国人と親交を結んだ。また、遊戯連隊を編成して戦争ごっこに勤しんでいる。スイス出身のフランツ・レフォルト、下士官出身のアレクサンドル・メーンシコフを側近に取り立てたのはこの時期とされる。1689年、16歳になったピョートルは母の勧めによりエヴドキヤ・ロプーヒナを后妃に迎えたが、彼女を愛することはなく、後に不幸な結果を招くことになる。
ソフィアの摂政政府はヴァシーリー・ゴリツィン公がストレリツィの蜂起で実権を握っており、進歩的な政策を行い内政・外交ともにおおむね良好に統治していた。だが、露土戦争の一環としてオスマン帝国の従属国であったクリミア・ハン国に対して1687年と1689年に行われたクリミア遠征の失敗により不満が高まり、ピョートルが成長するとナルイシキン家などの支持派は彼の親政を望み、ソフィアの摂政政府と対立し、ピョートルは一時は至聖三者聖セルギイ大修道院への避難を余儀なくされた。1689年8月、中国大陸を統治していた清の有利に国境を画定したネルチンスク条約締結によってソフィアは官僚、軍人、教会の支持を失い、9月にはピョートルへ政府を明け渡した。ゴリツィンは流罪となり、ソフィアはノヴォデヴィチ女子修道院に幽閉された。
ピョートルは当初、国政を母ナタリヤらナルイシキン一族に委ねて、相変わらず外国人村を訪ねたり、軍事演習に熱中し、また仲間と馬鹿騒ぎをしながら過ごしている。ナルイシキン一族の政権はアレクセイやソフィアの政策に逆行する保守的な統治を行っていたが、1694年に母が死去するとピョートルは親政を開始した。また名ばかりの共同統治者イヴァン5世の死去（1696年）で単独統治に入る。

### アゾフ遠征と海軍創設
この時期のロシアの主な港は年間数か月は氷に閉ざされる白海のアルハンゲリスクだけであり、黒海周辺はオスマン帝国の勢力下にあり、バルト海への出口はスウェーデンが押さえていた。
1695年に黒海への出口を求めてドン川畔のアゾフへ遠征が行われ（アゾフ遠征）、ピョートルも砲兵の一下士官として従軍したが、アゾフ要塞包囲はオスマン海軍の活動によって妨げられ失敗に終わった。
このため、ピョートルは海軍創設に着手し、ドン川畔のヴォロネジに造船所を建設してわずか5か月でガレー船と閉塞船27隻、そして平底川船約1300隻からなる艦隊を造らせた。これがロシア海軍の興りである。1696年に再度行われたアゾフ遠征はピョートル自らがガレー船に乗船して戦った。ロシア軍による水陸共同作戦によりアゾフは陥落し、ピョートルは海への出口を手に入れた。しかし、進出地点はまだ黒海北東の内海のアゾフ海に止まり、更なる進出にはオスマン帝国に再び勝利する必要性があったが、ロシア単独では不可能なためピョートルは軍事から外交政策に転換した。

### 大使節団

オランダで船大工とともに働くピョートル

1697年3月から翌1698年8月まで、ピョートルは約250名の使節団を結成しヨーロッパに派遣、自らもピョートル・ミハイロフ (Пётр Михайлов) という偽名を使い使節団の一員となった。この使節は軍事・科学の専門技術といったヨーロッパ文明の吸収を目的としていたが、対オスマン軍事同盟への参加を各国に打診する外交使節をも兼ねていた。また使節の一員に身をやつしたのは、煩わしい儀礼に縛られず自由に行動するためと、公的にはモスクワを離れていないと内外に示すためだった。
主にオランダのアムステルダム（4か月半）とイングランド王国のロンドン（3か月）に長期滞在し、プロイセンのケーニヒスベルク、ザクセンのドレスデン、オーストリアのウィーンにも立ち寄り、イングランド国王兼オランダ総督ウィリアム3世とザクセン選帝侯兼ポーランド国王アウグスト2世、神聖ローマ皇帝レオポルト1世と会談を行った。旅行中にスウェーデン領リガの要塞を調べてモスクワに情報を送ったり、ポーランド王選挙ではロシア軍をポーランド国境へ進めて圧力をかけ、フランスが推すコンティ公フランソワ・ルイを押しのけアウグスト2世の当選に尽力したりしている。
アムステルダムでは造船技術の習得に専心し、オランダ東インド会社所有の造船所で自ら船大工として働いた。病院や博物館、植物園を視察、歯科医療や人体解剖を見学した。中でも歯科医療には強い興味を示し、初歩的な抜歯術の手ほどきを受けて抜歯器具を買い込み、帰国後は廷臣たちの虫歯を麻酔なしで抜くのを趣味にした。ロンドンでも王立海軍造船所に通い、天文台や王立協会、大学、武器庫などを訪れた。また貴族院の本会議やイギリス海軍の艦隊演習も見学した。
ピョートルは沢山の物産品や武器を買い集め、1000人の軍事や技術の専門家を雇い入れて、その知識をロシア人に教え込ませた。しかし外交上の目的だった軍事同盟の呼びかけは、当時の西欧の関心がオスマン帝国よりも、近々予想されるスペイン継承戦争に集中していたため失敗した。列強は1699年にオスマン帝国とカルロヴィッツ条約を締結して大トルコ戦争を終結、ロシアも1700年にコンスタンティノープル条約を結びアゾフ領有を認められた。
1698年7月にモスクワよりストレリツィの再度の蜂起を知らされたためオーストリアから急遽帰国することになり、途中立ち寄ったポーランドでアウグスト2世と会談を行い、外交政策を対オスマン帝国から対スウェーデンに変更、黒海からバルト海へ出口を求めることにした。8月にロシアへ辿り着いたピョートルは銃兵隊を解体して国内を固め、ポーランド及びデンマーク＝ノルウェーと交渉を重ね、対スウェーデン戦争に向けて準備を整えていった。

### 大北方戦争

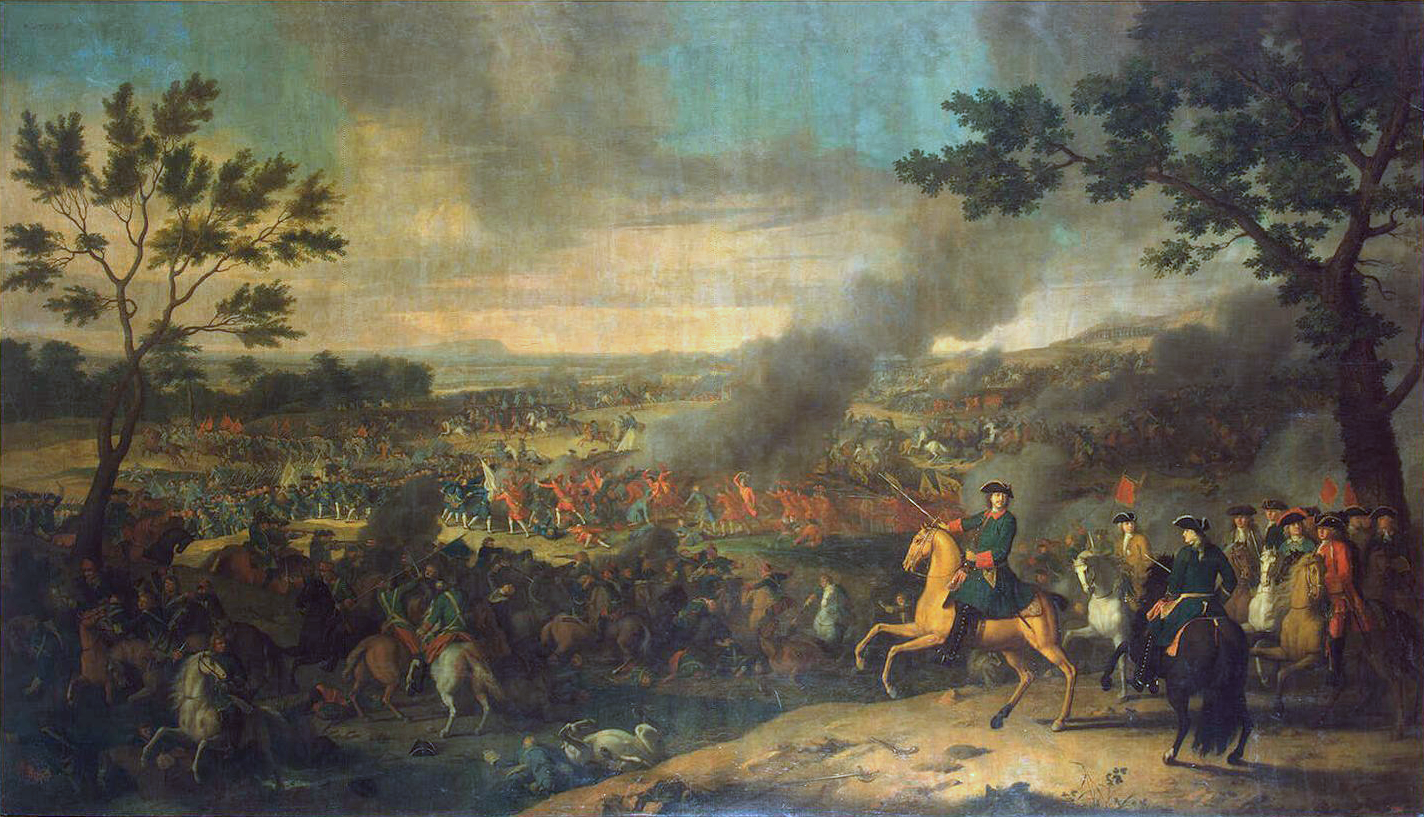
ポルタヴァの戦い

1699年、ピョートルはポーランド国王アウグスト2世、デンマーク＝ノルウェー国王フレゼリク4世と反スウェーデン同盟（北方同盟）を結び、バルト海への出口を求めた。1700年に大北方戦争が始まると、コンスタンティノープル条約の締結で露土戦争の終結を確認した後にスウェーデンと交戦状態に入るが、ナルヴァの戦いでカール12世の率いる少数精鋭の敵軍に惨敗した。しかし軍備増強に努め、ポーランドとの戦争に忙殺されるスウェーデン軍の隙をつき、1706年頃にはリヴォニア地方にまで進軍した。
1708年にカール12世がロシア領に侵攻し、ウクライナ・コサックの首長イヴァン・マゼーパと連合したが、1709年6月27日にポルタヴァの戦いでピョートルは冬将軍と焦土作戦でスウェーデン軍を弱体化させ大敗させた。カール12世はトルコに逃げたため故国に戻れず、ピョートルはこの機に乗じて親露派のアウグスト2世をポーランド王位に復帰させ、カレリアとリヴォニアを征服した。一方イスタンブールにいるカール12世はアフメト3世を説き伏せ、1711年トルコをロシアとの交戦に踏み切らせた。ピョートル率いるロシア軍はプルト川河畔でオスマン軍に包囲され敗北（プルート川の戦い、1711年7月18日 - 7月21日）、カール12世の帰還、アゾフなど1696年にトルコから奪った領土の返還を承認させられた（プルト条約）。

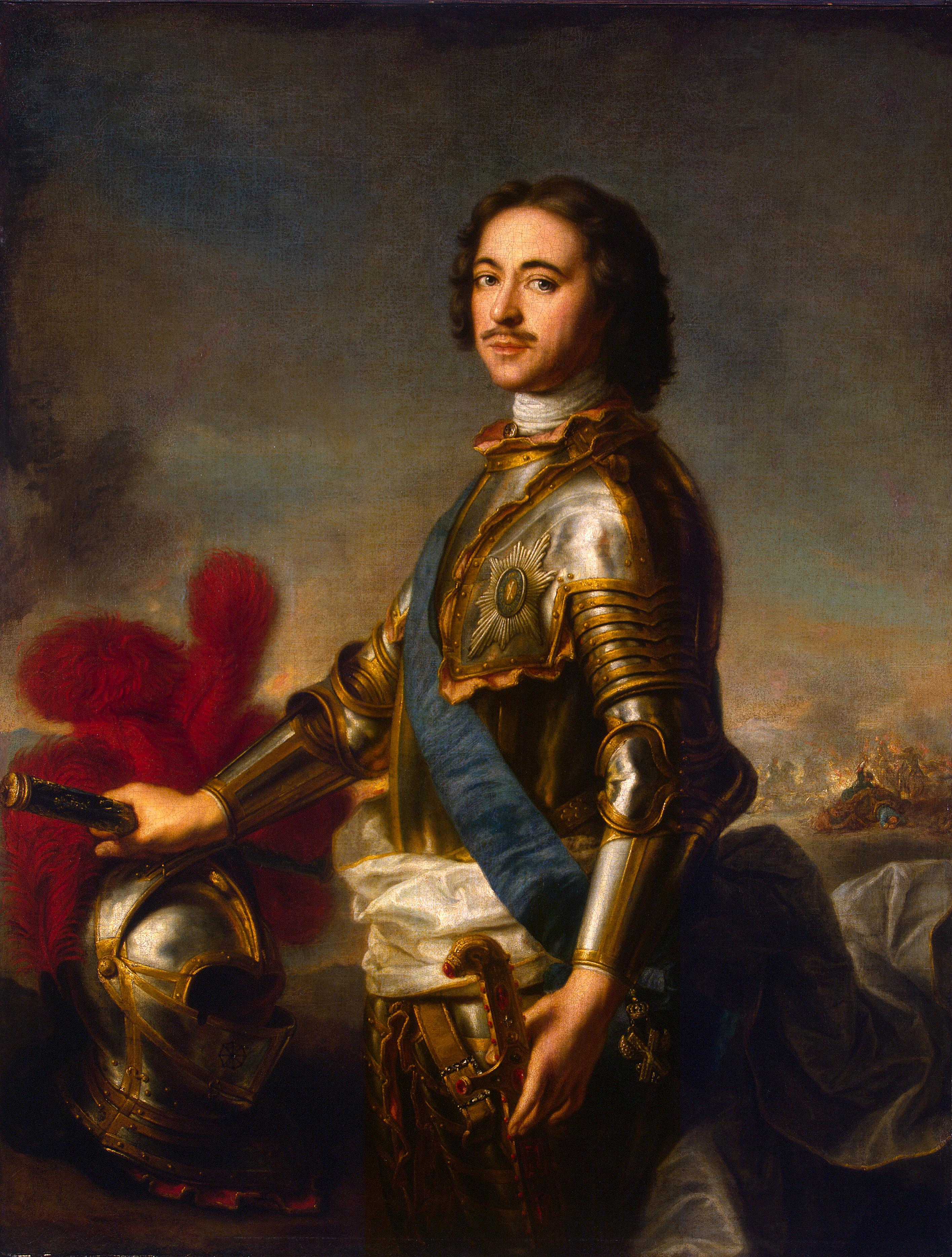
1717年のピョートル

しかし翌1712年からロシアは攻勢に転じ、ハンゲの海戦で歴史的勝利をおさめ、ロシア海軍の成長を見せつけると同時にバルト海の覇権を獲得した。ロシアは勢いに乗じてスウェーデンのドイツ領を侵略、反スウェーデン同盟の加盟国を増やしてスウェーデンを追い込み、1716年には姪エカチェリーナ・イヴァノヴナを北ドイツのメクレンブルク＝シュヴェリーン公カール・レオポルトと結婚させ、同盟を結んでスウェーデン侵攻拠点を手に入れバルト海への影響力を増していった。この事態はイギリスをはじめとする同盟諸国を警戒させ、ピョートルは圧力に屈してポーランドから撤退した。
1718年にはスウェーデンと休戦交渉に入ったが、カール12世の急死で親英派の妹ウルリカ・エレオノーラが王位を継ぐと交渉は打ち切られた。バルト海沿岸地域を我が物としたピョートルはさらにスウェーデンを圧迫し、フィンランド、そしてスウェーデン本土に直接攻撃を仕掛けた。ロシア軍はスウェーデン本土への攻撃は阻止されたものの、これがスウェーデンへの決定的な圧力となった。スウェーデンは1719年から1720年にかけてロシア以外の交戦国とストックホルム条約を締結し講和、その内のイギリスと同盟条約を締結し、イギリスはバルト海に艦隊を派遣して圧力をかけたが、ロシアは1720年7月のグレンガム島沖の海戦でスウェーデンに勝利した。そして1721年にイギリスの調停でニスタット条約が結ばれ、スウェーデンとロシアがバルト海の覇権を争った大北方戦争はロシアの勝利に終わった。ロシアはフィンランドを除き占領したバルト海沿岸地域のほとんどを獲得、トルコともパッサロヴィッツ条約を結んで決着をつけた。
この時点でロシアはポーランドにも影響力を及ぼし始めていた。ポーランド国内の混乱に乗じて調停者としてポーランド議会とアウグスト2世に対する優位を示した。またポーランドが獲得するはずだったリヴォニアを奪い、バルト地方にも影響力を拡大した。これらの事は、ロシアがポーランド・リトアニア共和国に対する保護国化への端緒となった。
ウクライナ・コサックのヘーチマン国家においてもピョートルは、スウェーデンと連合した首長マゼーパの反乱を鎮圧した。以後、コサックの自治権が大きく削減され、ロシアの支配が強化されることとなった。一方で首長名代であるダヌィーロ・アポーストルを重用して、ヘーチマン国家のロシアへの求心力を高める事にも成功した。
また1722年には、現在のジョージアにあったカルトリ王国の国王ヴァフタング6世と同盟を結びサファヴィー朝ペルシア帝国を北から攻め（ロシア・ペルシャ戦争）、翌1723年にカスピ海周辺の領土の領有を認めさせたサンクトペテルブルク条約に調印した。共同歩調を取っていたオスマン帝国とも翌1724年にコンスタンティノープル条約を締結して中央アジアに影響力を及ぼそうとした。1725年には20余りのヨーロッパの主要国に外交官を常駐させるに至った。

### 国内政策

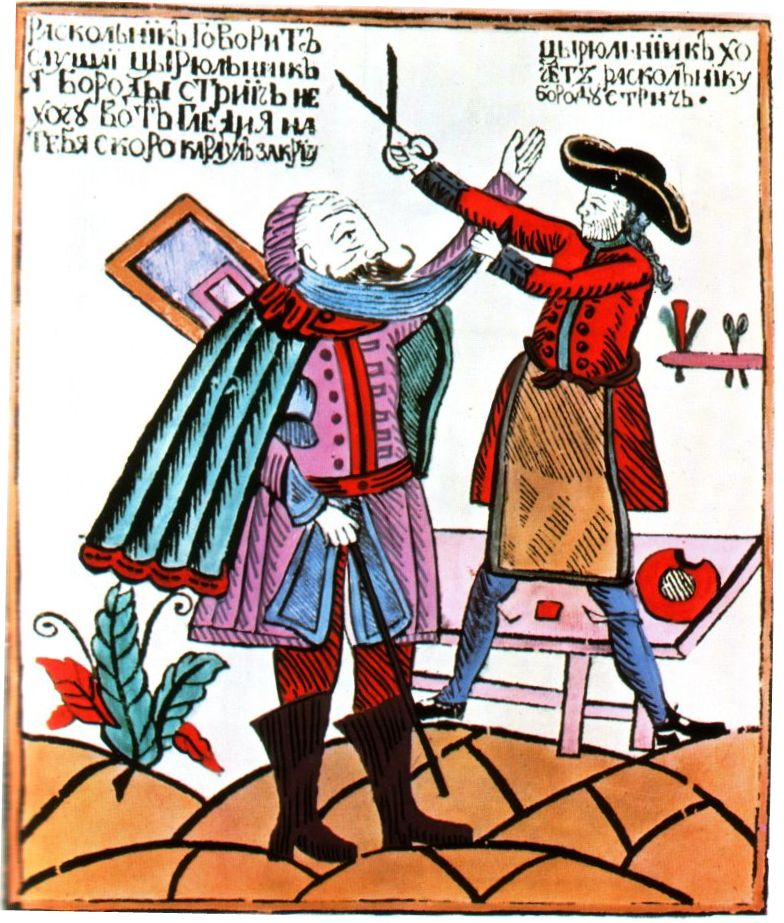
髭刈りの風刺画（18世紀初め）

ピョートルは幼い頃から本格的な軍事教練に熱中し、後に近衛軍の核となる連隊を組織させていた。親政初期から海軍を創設し、1696年に艦隊を使ってアゾフを陥落させ、大使節団でも海事を中心に学んだ。1700年のナルヴァでの敗北は彼にロシア陸海軍の装備・訓練の不足を痛感させ、本格的な軍事改革に着手させた。まず海軍省と砲兵学校を創設し、小銃や大砲、軍艦の増産を急ピッチで進めた。1705年には終身型の徴兵制度も導入、新設軍隊の兵士は西欧式の訓練を施された。
1698年に本国に還御すると、西欧化改革の始まりを示すべく大貴族の髭を切らせ、髭に課税して切るよう一般民衆にも強制した。廷臣と役人にも西欧式正装を義務づけたほか、1700年には暦法を改正して天地開闢紀元からキリスト紀元（西暦）に切り替え、新年も9月1日から1月1日に改めさせた。さらに1702年には宮廷改革に着手し、女性皇族が従っていた厳しい行動制限を撤廃して宮廷行事への出席を命じた。これにより、皇女たちを政略結婚に利用する道が開かれた。
行政も改革の対象となり、スウェーデンをはじめとするヨーロッパ諸国をモデルにして整備された。中央政府では、1711年元老院が設置されてツァーリ不在時の政務を代行した。1718年には行政区分が改革され、50以上存在して役割の重複した官庁制度を廃止し、役割ごとに分けた9つの参議会制度に再編された。地方行政では1708年国内を8つの県に分けたが、1719年にさらに45の州に分けて統治した。また、1722年には、スウェーデンやドイツの制度にならって官等表を定め、国家官僚を文官と武官に分けて14等に格付けし、官僚制度を確立した。
経済政策にも積極的で、官営工場の設立や工業への保護育成政策も採られた。長く大規模な戦争や、新首都建設を支える莫大な費用を捻出するため、様々な物品に税をかけた。また効率の良い人頭税制度が、1718年から実施された。重い税負担や抜本的な組織改革は、一般民衆の反発をもって迎えられ、ドン・コサック軍や農民一揆などの反乱が相次いだ。また政府を担う官僚の教育不足や汚職によって、徴税や中央と末端との意思伝達がうまく進まないのが常だった。
貴族や教会に対しては、改革を通じてツァーリと国家への従属を要求していった。
貴族に対しては、まず爵位制度が導入されて、古い大貴族が持つ称号は廃止された。1714年に慣習であった領地の分割相続制を禁じて長子相続制に移行させたため、長男以外の貴族子弟は生活のために軍か政府で勤務するのを事実上強要された。国家勤務者は官等表で3種14等級にランクづけられた。国家奉仕のためには教育が必要不可欠であり、彼ら貴族の子弟のために、実業学校など様々な教育の場がもうけられた。
ロシア正教会に対しても、国家による管理を徹底させた。イングランド国教会の制度に倣ったと考えられる。1700年以降、モスクワ総主教座は空位とされ、教会が持つ免税特権も奪われた。1720年には総主教座の廃止に踏み切り、教会を聖務会院という国家の世俗機関の管轄下に置いた。ピョートルに抜擢されて教会統制に携わった主教達は西方教会の影響を受けた人々であり、教会にも西欧化の波が及んだ。こうした国家による教会の統制という考え方は、正教会における伝統的な国家と教会のあるべき関係である「ビザンティン・ハーモニー」とは相容れないものであり、19世紀後半頃から東方正教の伝統を復興している現代の正教会からは西欧化も肯定出来るものではない。従って正教会からのピョートル1世に対する評価は著しく低いものとなっている。

### 新都建設

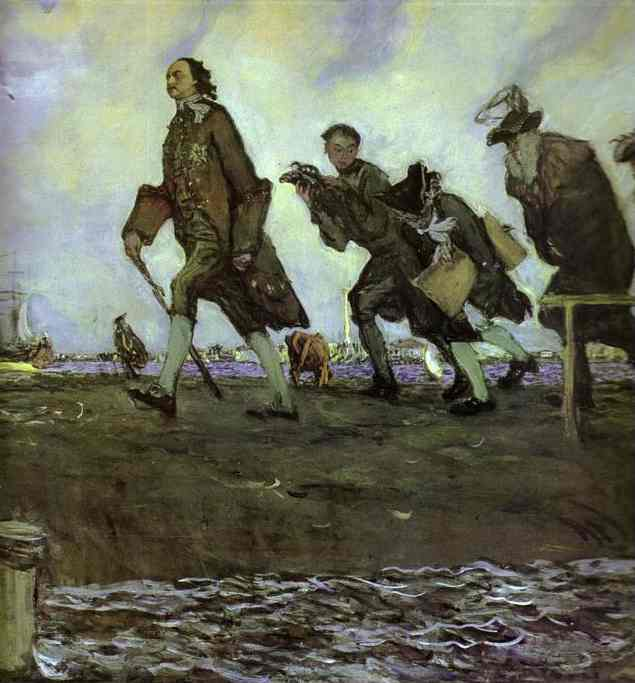
サンクトペテルブルク建設を視察するピョートル

1703年にイングリア地方を占領すると、ネヴァ川の河口にあるデルタ地帯に港湾都市の建設を開始した。ピョートルはこの都市に、「聖ペトロの街」を意味するサンクトペテルブルクというドイツ語名を付けた。ピョートルはペトロのロシア語形であり、この都市名は事実上、自分の名を冠したものとなった。この都市は白海のアルハンゲリスクに代わる新しい貿易港として、バルト海交易ルートの中継地点の役割を期待されていた。しかしこの一帯は湿地で、地盤が弱く洪水も頻発したため、年間数万人の労働力と大量の石を徴集して大規模な基礎工事に当たらせた。1712年に工事が完了すると、ピョートルはこの町に遷都し、大貴族や裕福な商人・職人を移住させた。1714年には人口34,000人、その10年後には7万人に達し、都としての威容をととのえていった。

### 後継者問題

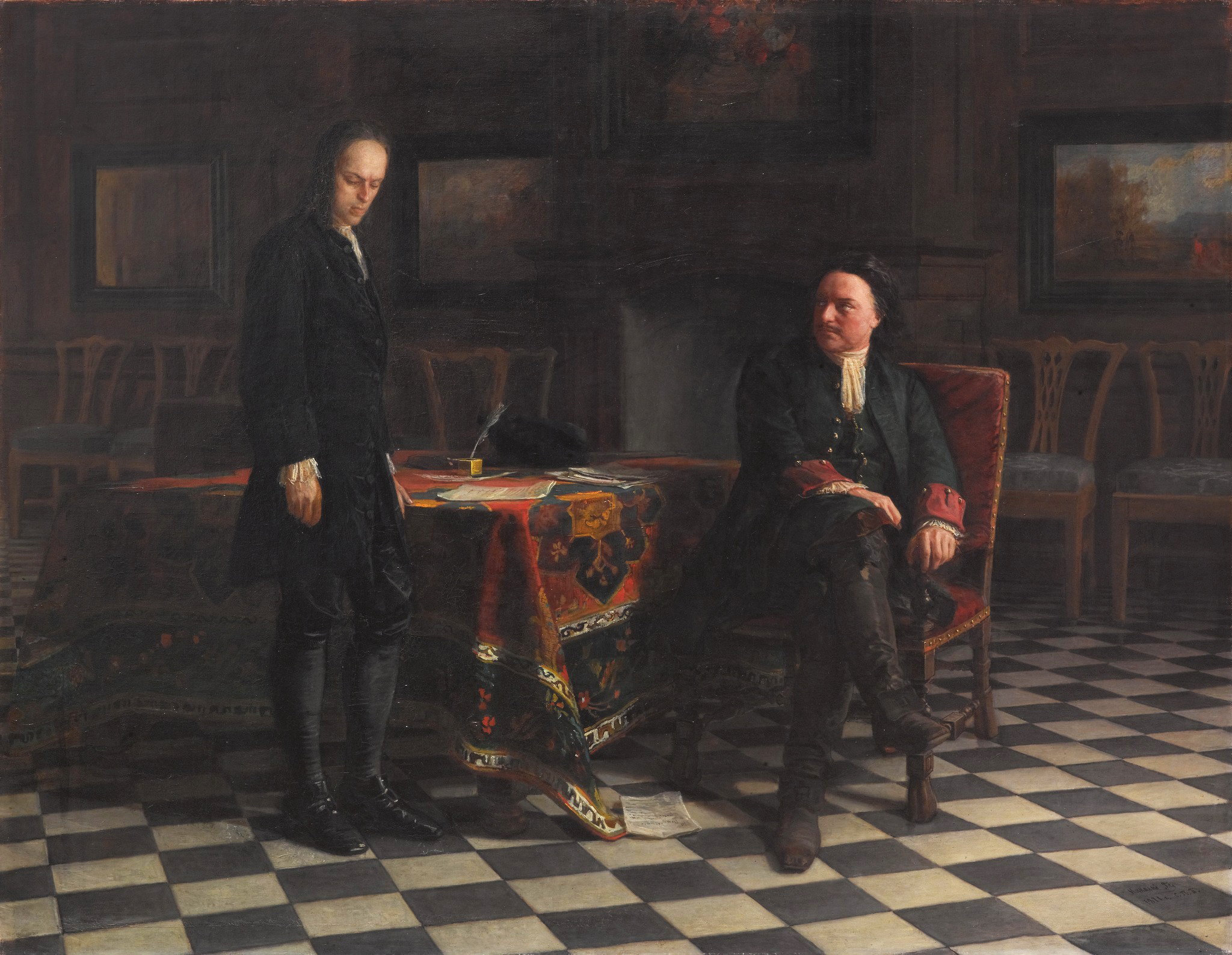
『皇太子アレクセイ・ペトローヴィチを尋問するピョートル1世』（1871年、ニコライ・ゲー）

ピョートルは皇妃エヴドキヤ・ロプーヒナとの間に3人の皇子をもうけたが、成長したのは第一皇男子アレクセイだけだった。ピョートルはこの敬虔なだけで何の取り柄もない妃を疎んじ、1698年には彼女を修道院に追放した。また成婚直後から、外国人居留地出身のオランダ人女性アンナ・モンスを愛人としていた。
1703年にはメーンシコフの家の召使マルファ（後のエカチェリーナ1世）をも愛人とし、1707年にはこのマルファと秘密結婚。1712年に正式に成婚して皇妃とした。マルファは戦争捕虜で、もとはリヴォニア地方の農民の娘だった。
改宗しエカチェリーナと名乗ったマルファとの間には12人の皇子皇女が生まれたが、成人したのはアンナ・ペトロヴナとエリザヴェータ（後の女帝）の皇女2人だけである。皇女アンナ・ペトロヴナと姪のエカチェリーナ・イヴァノヴナ、アンナ・イヴァノヴナ（後の女帝）の3人は、いずれもバルト海沿岸のドイツ人領邦君主に嫁し、ピョートルによるバルト海支配の重要な布石となった。
信仰心が強く西欧化に反発する皇子アレクセイとは不仲で、彼の周囲には反体制派が集まって、無視できない勢力となった。1716年、アレクセイはハプスブルク帝国の首都ウィーンに亡命したが、翌1717年、イタリア半島のナポリでロシア政府に拘束され連れ戻された。ピョートルは王子が政府転覆の意思を持っていたと信じ込み、彼の支持者を粛清した上でアレクセイの継承権を奪った。アレクセイは1718年に死刑を宣告され、その直後に獄死している。ピョートルの後継者の地位は、エカチェリーナが産んだ皇子ピョートル・ペトロヴィチに移ったが、この幼い皇子は1719年に薨御した。皇男子が一人も居なくなった皇帝は1722年、君主が後継者を生前に勅定する形式の帝位継承法を定めている。
1724年11月頃、ピョートルはネヴァ川河口の砂州に乗り上げた船の救出作業に親臨して真冬の海に入って以降、体調を崩して重い膀胱炎を患い、翌1725年1月28日に崩御した。泌尿器系感染症から壊疽を併発したことが死因であった
後継者を選定しないままだったため、皇后がエカチェリーナ1世として後を継いだ。ピョートルは出世させた側近や新設の軍隊には人気があったが、その統治方針は大多数の貴族、聖職者、民衆には理解できないものであり、教会への圧力や外国人の登用、ラディカルな西欧化に反感が高まった。ピョートルを「反キリスト」や「外国人村ですり替わった偽物」と考えなければ、人々は皇帝の行動に納得できなかったのである。

## 人物

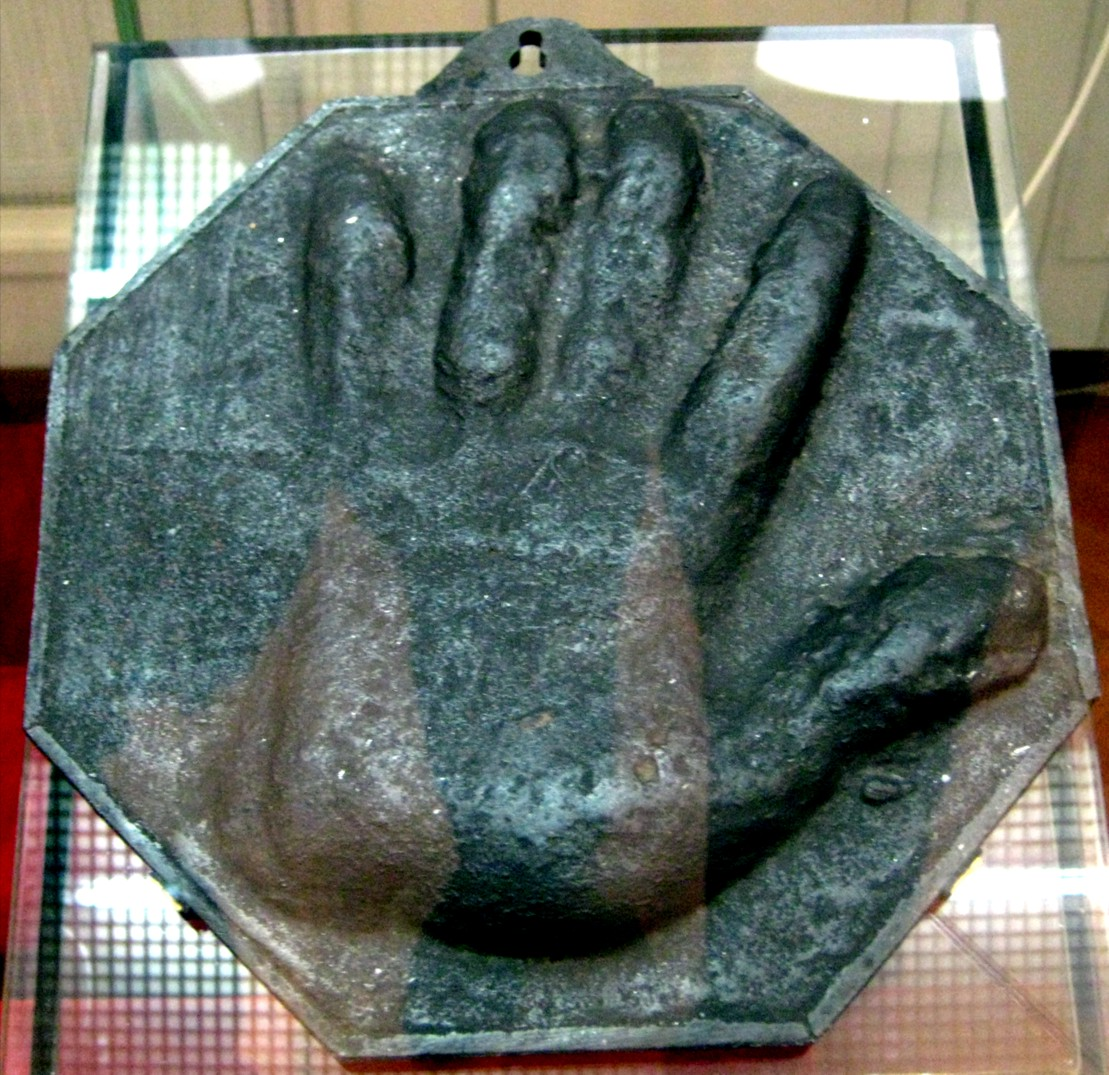
ピョートル1世の手形
（ロシア国立歴史博物館）

身長203 cmの大男であり、普通の人間と並ぶといつも首だけ高く、復活祭の挨拶をする際には背中が痛くなるほど身体を屈曲させなくてはならなかった。また、生まれつき筋力が強く、常に斧やハンマーを振るっていたために、銀の皿をくるくる巻いて管にできるほどの怪力の持ち主となった。「活動的な筋肉労働者的な職人皇帝」と評され、手先が器用で、ものづくりを愛好した。はしけ、椅子、食器、タバコ入れなどピョートル1世の遺作は多く、幅広い技術的知識を持ち、どのような技術でも素早く習得したといわれる。あるドイツの王女は、初めて会ったツァーリが船大工から花火師まで14もの手仕事を習得していることに驚いている。
自らを優れた外科医、腕のよい歯科医であると自認しており、病にかかった側近は皇帝が手術道具を持って自分の前に現れることを怖れたという。抜歯の巧さはピョートル1世の最も自負するところで、その死後、小さい袋いっぱいに詰められた、皇帝の抜いた家臣の歯が多数見つかったといわれている。
大北方戦争の最大の好敵手であったカール12世の死の報を聞いた時、敬意を払って黙祷したといわれている。

## 妻子

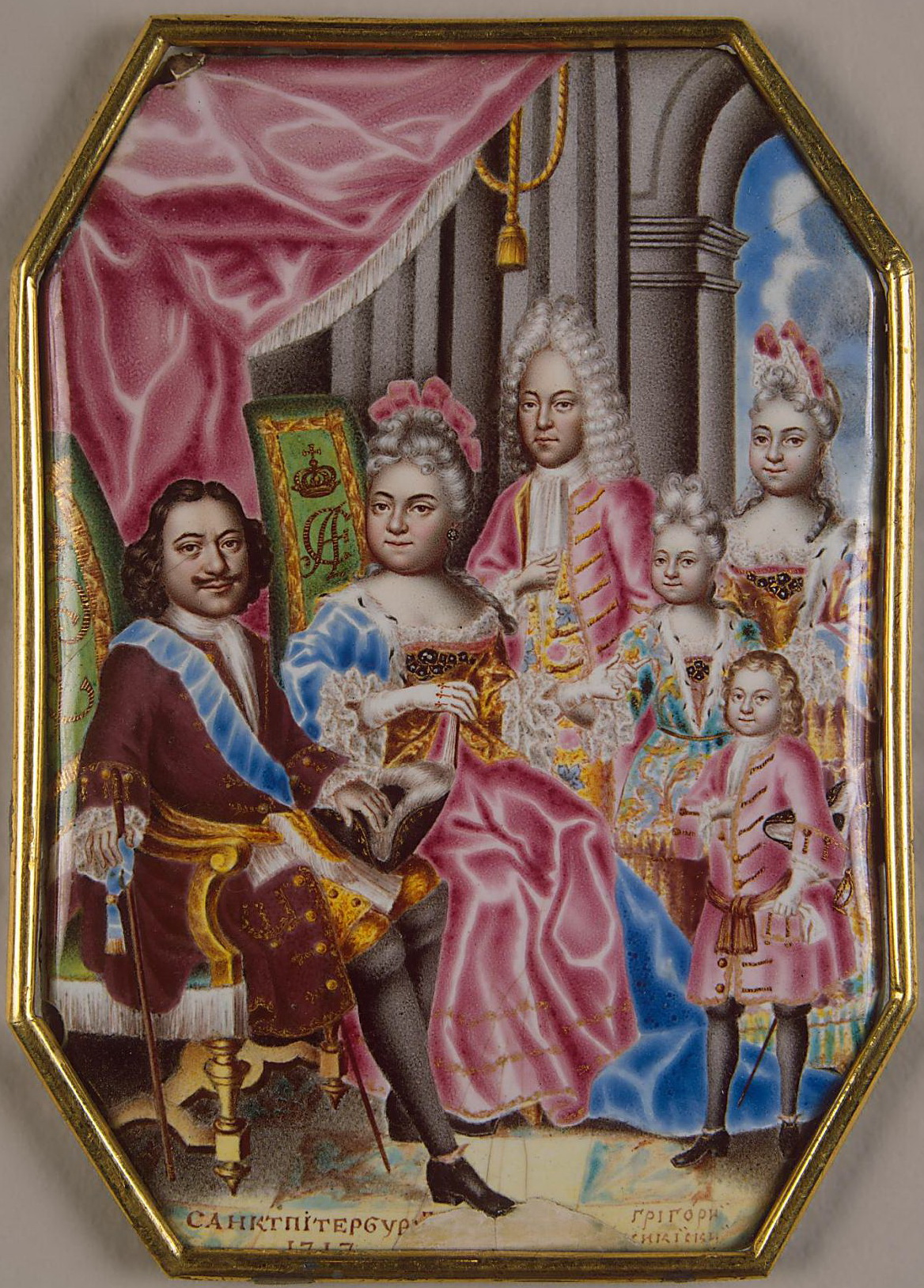
ピョートル1世、エカチェリーナ、アレクセイ、ピョートル、アンナ、エリザヴェータ
（銅版画にエナメル 1717年）

最初の妻エヴドキヤ・フョードロヴナ・ロプーヒナ（1669年 - 1731年）とは、政略により1689年に結婚し、1698年にピョートルによって離縁されて修道院に幽閉された。二人の間には、
- アレクセイ（1690年 - 1718年）
- アレクサンドル（1691年 - 1692年）
- パーヴェル（1693年生没）

の3人の男子が生まれた。成長したのはアレクセイのみであったが、そのアレクセイも後に父の手で処刑されることになる。
2人目の妻はマルファ・サムイロヴナ・スカヴロンスカヤ（1684年 - 1727年）で、改称してエカチェリーナ・アレクセーエヴナとなったリヴォニアの農民の娘であり、後の女帝エカチェリーナ1世である。2人の正式な結婚は1712年であるが、1707年に極秘裏に結婚していた。2人にはピョートルが1725年に死去するまでに
- パーヴェル（1704年 - 1707年）
- ピョートル（1705年 - 1707年）
- エカチェリーナ（1707年 - 1708年）
- アンナ（1708年 - 1728年）
- エリザヴェータ（1709年 - 1762年）
- ナタリヤ（1713年 - 1715年）
- マルガリータ（1714年 - 1715年）
- ピョートル（1715年 - 1719年）
- パーヴェル（1717年生没）
- ナタリヤ（1718年 - 1725年）
- ピョートル（1723年生没）
- パーヴェル（1724年生没）

の6男6女をもうけたが、成人したのはアンナと後にロシア皇帝となるエリザヴェータの2人の娘だけであった。

## 栄典
- 聖アンドレイ勲章（ロシア語版、英語版）- 1703年、ネヴァ川河口で自ら指揮してスウェーデン艦2隻を拿捕したことを記念して佩用
- 白鷲勲章（英語版）（ ポーランド・リトアニア共和国）- 1712年、アウグスト2世に聖アンドレイ勲章を贈った返礼として
- エレファント勲章（ デンマーク）- 1713年、大北方戦争の勝利を祝して

また1698年、イングランドよりガーター勲章の授与を打診されたが、謝絶している。

## 評価

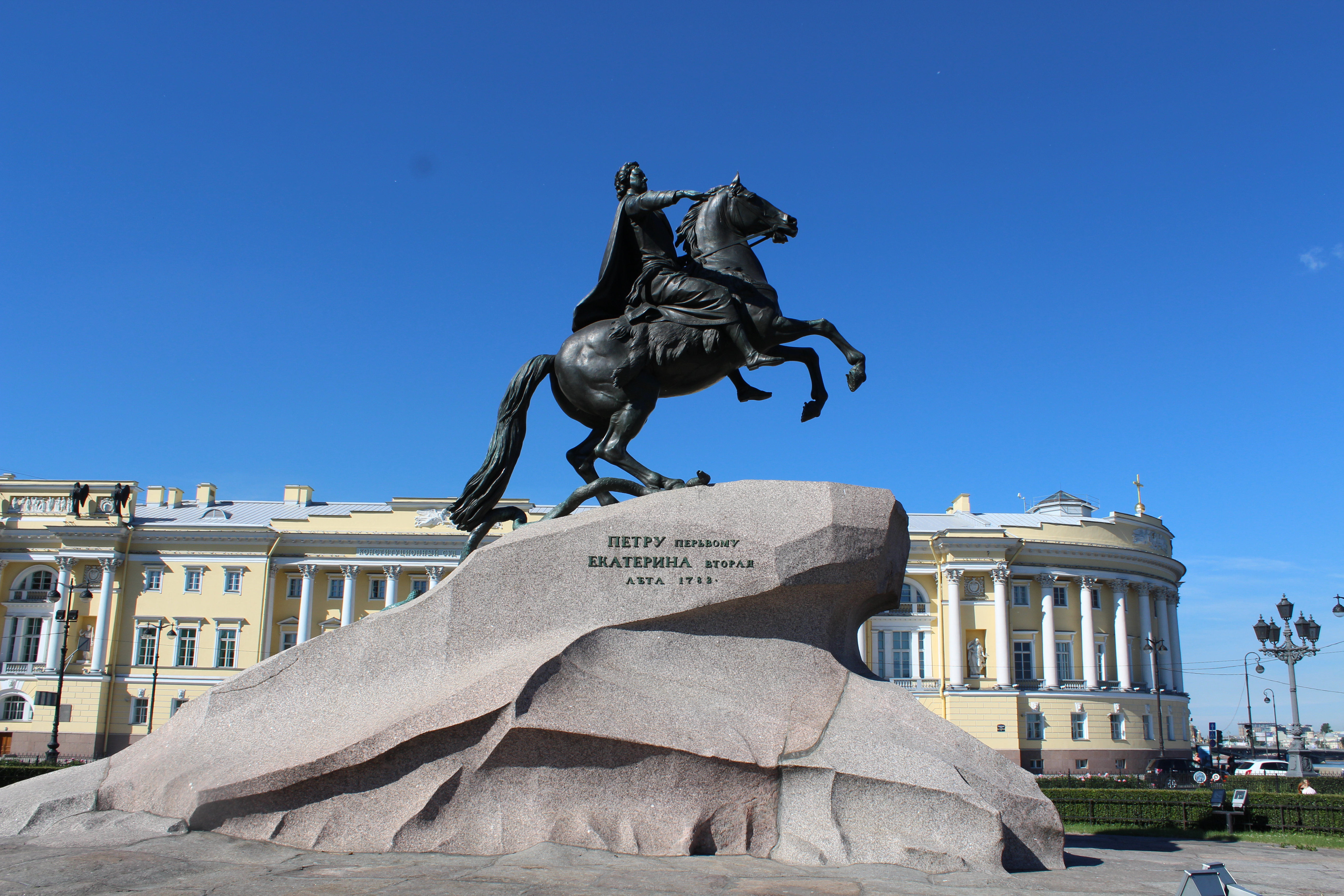
1782年、即位100周年を記念してペテルブルクに建立されたピョートル1世の像「青銅の騎士」。

「玉座の革命家」と評されることも多いピョートル1世の業績をどう評価するかについては、ロシア史研究者の間では重要な論点の一つとなっている。19世紀においては、革新主義者や西欧主義者たちからは英雄とみなされてきたが、スラヴ主義者からは悪人のように扱われてきた。進歩思想の持ち主としても知られていたロシアの詩人アレクサンドル・プーシキンは、ピョートル1世を「彼は端正で、神の雷（いかづち）のように揺るぎない」と謳った。一方でスラヴ主義者たちは、ピョートルの改革がロシアの伝統を破壊してしまったと主張した。また、彼を強制的手段によってロシア人を奴隷的境遇に陥れた圧制者とみる見解もある。
旧ソ連時代は、ピョートル1世の進歩主義的姿勢がおおむね高く評価され、ヨシフ・スターリンも「わが国が、自らのもつ後進性から飛びだそうとした唯一無二の時代」と、その治世を評価した。一方、アレクサンドル・ソルジェニーツィンは、ピョートル1世について「粗野とまでは言わないが、凡庸な頭脳の持ち主」と評し、その政策によって払われた精神的、文化的、人的な犠牲の大きさを指摘している。
サンクトペテルブルク出身のロシア連邦大統領ウラジーミル・プーチンはピョートル1世を尊敬しており、執務室に肖像画を飾っていた。2022年ロシアのウクライナ侵攻中の同年6月9日に開いたピョートル大帝生誕350周年行事では、大北方戦争での獲得領土は奪ったのではなく取り返したのだと述べ、現在の自らによるウクライナ侵攻も正当化した。
現在ロシアで流通している500ルーブル（1995年から1997年のデノミ実行前は50万ルーブル）紙幣にはアルハンゲリスクの港に停泊する帆船と共にピョートル1世の立像が描かれており、1995年の紙幣デザイン変更に伴うピョートル1世の肖像採用は帝政時代にロシア帝国銀行が発行していた500ルーブル紙幣以来、約80年振りの復活であった。

## 大帝にちなむ命名
- 地名
  - ピョートル大帝湾 (Залив Петра Великого)
日本海の湾入。全長約80km、幅200km、深さ65m。沿岸にウラジオストク、ナホトカの各港が立地。
  - ピョートル1世島 (Остров Петра I)
西南氷洋の島。現在ノルウェーが領有権を主張している。ノルウェー語ではPeter Is øy。
  - サンクトペテルブルク (Санкт-Петербург)
これは直接には「聖ペトロ」にちなんでいる。かつてのロシア帝国首都であり、現在ではモスクワに次ぐロシア第2の都市である。第一次世界大戦ではドイツ帝国と交戦していたため、ドイツ風の「サンクトペテルブルク」をロシア語形に直した「ペトログラード」へと改められた。さらにソ連時代には革命家ウラジーミル・レーニンの名にちなんで「レニングラード」と改名されたが、ソビエト連邦の崩壊後には再び伝統的な「サンクトペテルブルク」に戻った。しかしサンクトペテルブルクを州都に持つ州の名称はソ連時代から変わらず「レニングラード州」のままである。
- その他
  - ロシア帝国海軍前弩級戦艦「ピョートル・ヴェリーキー（ピョートル大帝）」
  - ロシア海軍キーロフ級ミサイル巡洋艦4番艦「ピョートル・ヴィェリーキイ」
  - 小惑星(2720) ピョートル・ペルビュイ（ロシア語版） [71]。

## 大衆文化
- 愛と戦いの日々 ロマノフ王朝 大帝ピョートルの生涯 - アメリカ合衆国のNBCのテレビドラマで1986年に放送[72]、日本では1989年10月2日から10月5日までNHKで放送された[73]。
- 魔夜峰央の漫画『パタリロ!』には「ピョートル大帝」という名の悪の組織が登場する。